# Kim Nam-hyok
Kim Nam-hyok (* 29. September 1992) ist ein ehemaliger nordkoreanischer Eishockeyspieler.

## Karriere
Kim Nam-hyok vertrat Nordkorea im Juniorenbereich bei den U20-Weltmeisterschaften 2010 und 2011 jeweils in der Division III.
Er debütierte als 19-Jähriger bei der Weltmeisterschaft 2012 in der Division III für die nordkoreanische Nationalmannschaft. Auch 2013 und 2014 stand er für die Ostasiaten in der untersten Spielklasse auf dem Eis. Bei allen drei Turnieren verpassten die Nordkoreaner als Zweiter (2012 hinter der Türkei, 2013 hinter Südafrika und 2014 hinter Bulgarien) nur jeweils um einen Platz den Aufstieg in die Division II. Auch 2015 spielte er mit den Ostasiaten wieder in der untersten Spielklasse der Weltmeisterschaften. Diesmal gelang durch einen 4:3-Erfolg nach Verlängerung im entscheidenden Spiel gegen Gastgeber Türkei die Rückkehr in die Division II, wo er dann 2016, 2017 und 2018 spielte. Anschließend beendete er seine Karriere.
Auf Vereinsebene spielt Kim für Pyongchol in der nordkoreanischen Eishockeyliga und wurde mit dem Klub 2010, 2011 und 2014 nordkoreanischer Meister.

## Erfolge und Auszeichnungen
- 2010 Nordkoreanischer Meister mit Pyongchol
- 2011 Nordkoreanischer Meister mit Pyongchol
- 2014 Nordkoreanischer Meister mit Pyongchol
- 2015 Aufstieg in die Division II, Gruppe B, bei der Weltmeisterschaft der Division III